# Urobatis
Urobatis – rodzaj ryb chrzęstnoszkieletowych z rodziny Urotrygonidae.

## Rozmieszczenie geograficzne
Do rodzaju należą gatunki występujące w wodach zachodniego Oceanu Atlantyckiego oraz wschodniego i południowo-wschodniego Oceanu Spokojnego.

## Morfologia
Długość ciała do 76 cm; masa ciała (największa opublikowana) 1,4 kg.

## Systematyka
Rodzaj zdefiniował w 1913 roku amerykański ichtiolog i herpetolog Samuel Garman w artykule poświęconym rekinom i płaszczkom opublikowanym w czasopiśmie Memoirs of the Museum of Comparative Zoölogy, at Harvard College. Gatunkiem typowym jest (oryginalne oznaczenie) wymarły U. sloani.

### Etymologia
Urobatis: gr. ουρα oura ‘ogon’; βατoς batos lub βατις batis ‘płaska ryba, zwykle stosowana w odniesieniu do płaszczki lub rai’.

### Podział systematyczny
Do rodzaju należą następujące występujące współcześnie gatunki:
- Urobatis concentricus Osborn & Nichols, 1916
- Urobatis halleri (Cooper, 1863) – trygon kolisty[5]
- Urobatis jamaicensis (Cuvier, 1816) – trygon jamajski[6]
- Urobatis maculatus Garman, 1913
- Urobatis marmoratus (Philippi, 1892)
- Urobatis pardalis Del Moral-Flores, Angula, López & Bussing, 2015
- Urobatis tumbesensis (Chirichigno F. & McEachran, 1979)

Opisano również gatunki wymarłe:
- Urobatis molleni Hovestadt & Hovestadt-Euler, 2010[7] (Europa; eocen)
- Urobatis sloani Blainville, 1816[8]